# Jack London
Jack London (San Francisco, 12. siječnja 1876. – Glen Ellen, 22. studenog 1916.), američki književnik
Pravo ime mu je John Griffith London.
U mladosti je bio dostavljač leda, prodavač novina, mornar, tvornički radnik. Otac mu se bavio svim i svačim a najviše astrologijom. Samouk je i mnogo je putovao. Godine 1893. popeo se na jedan brod kao slijepi putnik i došao sve do Japana. Bio je kopač zlata u Klondikeu (1897.), govornik na socijalističkim zborovima, ratni dopisnik u Rusko-japanskom ratu. Maštao je o revoluciji i čitao Darwina, Marxa i Nietzschea. Obolio je od skorbuta i vratio se u Oakland. Pjesnik je prirode, bunta, slavi snažne i poduzetne osobnosti. Tražio je junake koji se ne mire s okolnostima u kojima žive, nego svladavaju prepreke borbom i snagom volje. Pisao je romane, pripovijetke i novele. Za 40 godina života objavio je gotovo 50 knjiga: 20 zbirki pripovijedaka, 20 romana, zbirke eseja i drame. 

## Djela:
Djela mu se dijele na ona koja se bave:
Društvenim problemima
- "Rat klasa"   (1905.)
- "Revolucija"  (1910.)
- "Martin Eden"  (1909.)
- "Željezna peta"  (1908.)

Prirodom
- "Priče s južnih mora"  (1911.)
- "Zov divljine"     (1903.)
- "Morski vuk"     (1904.)
- "Bijeli očnjak"     (1906.)
- "Jerry s otoka"

Nesvrstana:
- "Mjesečeva dolina"
- "Ljudi s dna"
- "Ljubav za životom"
- "Kralj alkohol"

## Vanjske poveznice
- Jack London:djela na izvorniku